# Clitiga montana
Clitiga montana là một loài tò vò trong họ Ichneumonidae.